# Успеновка (Бурейский район)
В Амурской области также есть Успеновка в Белогорском районе, Успеновка в Завитинском районе и Успеновка в Ивановском районе.
Успе́новка — село в Бурейском районе Амурской области России. Административный центр Успеновского сельсовета.

## География
Село Успеновка стоит на правом берегу реки Райчиха (левый приток Амура).
Расстояние до районного центра Бурейского района посёлка Новобурейский (через Старую Райчиху, Зельвино, Прогресс и Бурею) — 58 км.
На север от села Успеновка идёт дорога к селу Старая Райчиха, на юг — к селу Правая Райчиха Бурейского района и к сёлам Винниково и Калинино Михайловского района.

## Население
| 2002 | 2010 | 2012 | 2013 | 2014 | 2015 | 2016 |
| ---- | ---- | ---- | ---- | ---- | ---- | ---- |
| 448  | ↘332 | ↘306 | ↘299 | ↘296 | ↘284 | ↗286 |
| 2017 | 2018 |      |      |      |      |      |
| ↘275 | ↘269 |      |      |      |      |      |

## Улицы
| - ул. Елинского, - ул. Комсомольская, - ул. Набережная, | - ул. Новая, - ул. Центральная, - ул. Школьная. |

## Экономика
Сельскохозяйственные предприятия Амурской области.

## Известные уроженцы
- Иннокентий (Ерохин) (род. 1967) — архиерей Русской православной церкви.